# Gary O’Donovan

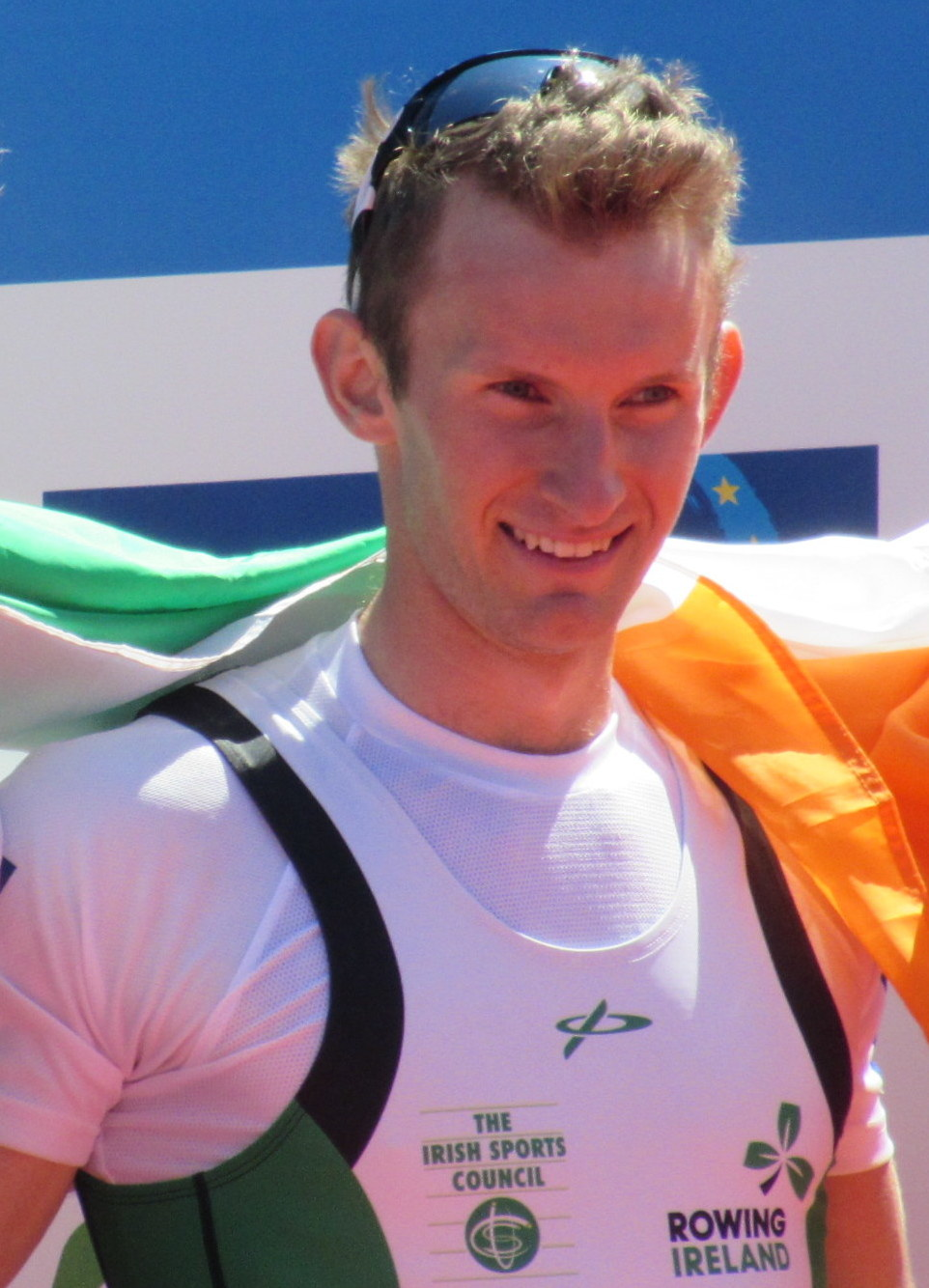
Gary O’Donovan als Europameister 2016

Gary O’Donovan (* 30. Dezember 1992 in Skibbereen) ist ein irischer Leichtgewichts-Ruderer.
Gary O’Donovan trat im Leichtgewichts-Doppelzweier bei den U23-Weltmeisterschaften 2013 zusammen mit Shane O’Driscoll an, die beiden belegten den zwölften Platz; 2014 wurden sie Zehnte. 
2015 bildete Gary zusammen mit seinem jüngeren Bruder Paul O’Donovan einen neuen Leichtgewichts-Doppelzweier. Bei den Europameisterschaften kamen die beiden als Fünfte ins Ziel, bei den Weltmeisterschaften qualifizierten sie sich mit dem elften Platz für die Olympischen Spiele 2016. Im Mai des Olympiajahres 2016 gewannen die beiden Brüder den Titel bei den Europameisterschaften in Brandenburg an der Havel. Im August 2016 siegten bei den Olympischen Spielen 2016 die Franzosen Jérémie Azou und Pierre Houin, eine halbe Sekunde dahinter gewannen die beiden Iren die Silbermedaille. Es war die erste olympische Medaille für Ruderer aus der Republik Irland überhaupt. Bei den Europameisterschaften 2017 siegten erneut die Franzosen vor den beiden Iren. Im Jahr darauf gewannen bei den Europameisterschaften die Norweger Kristoffer Brun und Are Strandli vor den O’Donovans. Bei den Weltmeisterschaften 2018 hingegen siegten die Iren mit anderthalb Sekunden Vorsprung auf die Italiener Stefano Oppo und Pietro Ruta.